# L'orecchio mancante
L'orecchio mancante è un libro del 1970 scritto da Carmelo Bene e pubblicato dalla Feltrinelli.

## Caratteristiche e contenuto
Vi si ritrova qui l'idea iconoclasta (sebbene "non fine a sé stessa") di Bene riguardo al cinema, l'"orrore per l'immagine" e la rappresentazione. Lo stesso autore considera questa sua opera come:
« ...un pamphlet [... sui] diversi modi in cui, attraverso lo script cinematografico, si possa deturpare la poesia. Forse, la cosa più disgustosa che abbia mai abortito. Contro l'orrore dell'immagine e della scaletta a monte, quella che si chiama soggetto ».

### Sezioni del libro

#### La Signorina Felicita
È una feroce e divertita parodia del cinema impegnato, o se vogliamo dell'arte in genere, e ha come personaggio principale la figura esilarante di un regista o produttore, tipico del Sud, con una forte inflessione dialettale e una scarsa conoscenza grammaticale, impegnato a portare sul set La signorina Felicita ovvero la Felicità di Guido Gozzano. In barba alla poetica e alla bellezza formale del testo, l'ideazione o la possibile realizzazione di questo film - incita il regista - deve essere...
Tanto per cominciare deve costare poco ne siamo fatte un'altra l'anno venture come si chiamò... Pallida... la mia signora? Vi presenta la mia signora pallida... La manina, come cazz' si chiamava... - Centoventimilioni centosessanta se non vi vado errando quell'era provvisoria come il titolo quella era un altro per l'arreda è fatte sempre cose di litterature sono comunguo... Porca... non me ricorde che fa così poooortoooil mantearrighe e fa l'avvocato che poi al secondo tempo pure lui fa il notaio che poi lei muore... perché era malata ahhaaa era pallide aaaahaaa; pallida, pallide! pallide!!! [...]
La giustapposizione dell'intento e del linguaggio del regista e la lettura della rispettiva poesia di Guido Gozzano, da cui trae spunto la sceneggiatura, crea uno stridente contrasto...
[...]
Antica suppellettile forbita.
Armadi immensi pieni di lenzuola
che tu rammendi paziente... Avita
semplicità che l'anima consola,
semplicità dove tu vivi sola
con tuo padre la tua semplice vita!
È il 1970. Siamo nel periodo cinematografico di Carmelo Bene (1967-1973), la cui produzione, fu, e resta comunque, innovativa non solo nell'ambito del cinema italiano, ma anche in quello straniero. Nostra Signora dei Turchi, Capricci, Don Giovanni, Salomè, Un Amleto di meno, sono esempi lampanti di ciò che lui intendeva per cinema. Perciò L'orecchio mancante per contrapposizione si può accostare come un'esplicita e spietata critica al cinema impegnato, invischiato nel civile e nei problemi sociali, pronto per questo a rovinare qualsiasi bellezza pur di perseguire ostinato nel suo intento.

#### Lettera aperta al PCI
È apparentemente una specie di epistola in versi liberi. Dal titolo si direbbe una lettera indirizzata ai compagni o al partito comunista, ma salta subito all'occhio l'evidenza di una distanza enorme dalla politica. Il suo senso sembra volutamente criptico, tranne che nei versi finali laddove se ne comprende la direzione tutt'altro che di partito:
E la speranza è tanta
che non mi basta più
ma tale che m'avanza musicale
la vita.

#### Volere e potere
Anche se Bene usa un linguaggio piuttosto elitario e criptico, si può senz'altro dire che questa sia una breve dissertazione personalissima su Will (William Shakespeare) e il suo teatro: un destino subito quello di drammaturgo e non un atto di volontà (will). Mentre i Sonetti rappresenterebbero la dissoluzione di quella maschera di cui usufruivano allora le sue rappresentazioni teatrali.